# 최원 (축구 선수)
최원(1992년 11월 25일 ~ )은 조선민주주의인민공화국의 축구 선수이다. 포지션은 공격수이며 현재 홰불체육단 소속이다.